# Nacza (obwód witebski)
Nacza (biał. i ros. Нача) – wieś na Białorusi, w rejonie połockim obwodu witebskiego, około 29 km na południowy zachód od Połocka.
Wieś szlachecka położona była w końcu XVIII wieku w województwie połockim.

## Historia
Po II rozbiorze Polski w 1793 roku Nacza, wcześniej należąca do województwa połockiego Rzeczypospolitej, znalazła się na terenie powiatu połockiego guberni witebskiej Imperium Rosyjskiego.
W XVIII wieku dobra te należały do jezuitów. Na początku XIX wieku były już własnością starościny Koziełłowej, wdowy po Ignacym i jej syna Stanisława. Z kolei w 1842 roku były własnością Stanisława Ksawerego Kaweckiego, od którego kupił je na licytacji Maciej Lubieński, który zmarł w 1856 roku i zostawił Naczę swojemu synowi Arkadiuszowi (zm. w 1883 roku). Po jego bezdzietnej śmierci Naczę odziedziczyła jego siostra Adelajda Siellawina i córki drugiej jego siostry Anny Mikulskiej: Leontyna Maria i Elwira Władymira. W majątku zamieszkała Elwira. Po jej śmierci w 1899 roku właścicielką Naczy stała się jej siostra Leontyna Iwaszewska (1846–1939), która nie zamieszkała w Naczy. Początkowo oddała ją w dzierżawę, a w 1918 roku podarowała Naczę Stefanii Konstancji ze Zdrojewskich Rożnowskiej, która nigdy nie objęła majątku. 
Po ustabilizowaniu się granicy polsko-radzieckiej w 1921 roku Nacza znalazła się na terenie ZSRR. Od 1991 roku – na terenie Republiki Białorusi.
W Naczy istniał kościół, najprawdopodobniej unicki. Kościół rzymskokatolicki wspomniany był w latach: 1849–1882, w roku 1905 jako kaplica, której ruina istnieje do dziś. 

## Dawny dwór
Koziełłowie wybudowali w Naczy na przełomie XVIII i XIX wieku drewniany, parterowy dwór, który istniał do wybuchu II wojny światowej. Stał na wzgórzu, nad rzeczką Naczką. Został zaprojektowany na planie prostokąta. W centralnej, frontowej części dworu widoczny był pięcioosiowy ryzalit. Wejścia natomiast były przez portyki umiejscowione na skrzydłach budynku. Wszystkie trzy elementy miały trójkątne szczyty. Jeden z portyków wiódł do części mieszkalnej, drugi – do części administracyjno-służbowej. Podobnie w elewacji ogrodowej: poza centralnym trzyosiowym ryzalitem istniały dwa jednoosiowe portyki na skrajach skrzydeł. Do centralnego portyku przylegał taras. Z czasem do dworu dobudowano murowane przedłużenia skrzydeł, ruina jednego z nich zachowała się do dziś (znajdują się w niej garaże). O wnętrzu wiadomo jedynie to, że mieściło wielką salę balową o oknach na przestrzał.
Zachowały się również resztki parku.
Majątek w Naczy jest opisany w 1. tomie Dziejów rezydencji na dawnych kresach Rzeczypospolitej Romana Aftanazego.